# Coltonville
Coltonville était un village du Comté de DeKalb dans l'Illinois. Il est aujourd'hui abandonné.

## Géographie
Coltonville se situe dans le Township de DeKalb, tout près des villes de DeKalb et Sycamore. Le vieille école subsiste encore aujourd'hui et est située dans le centre de l'ancien village. Aujourd'hui, la Coltonville Road de Sycamore permet de garder la pérennité du village.

## Histoire
En juin 1839, alors que le comté de DeKalb voulait se faire construire un palais de justice et donc choisir un futur siège de comté, Rufus Colton, greffier de la cour du comté décida de proposer Coltonville comme futur siège du comté, la ville où il vivait. À l'aide de discussions nombreuses et de techniques malhonnêtes, Colton a failli réussir à mener Coltonville comme siège du comté. Il avait alors organisé une réunion des membres de la cour de justice du comté de DeKalb chez lui, juste après avoir organisé une élection pour le siège du comté. Il n'avait alors informé que les habitants de Coltonville de l'élection surprise dans le but de gagner celle-ci et que Coltonville soit le futur siège du palais de justice. Malheureusement pour lui, alors que les membres du tribunal se réunissait chez lui, le shérif a amené une ordonnance du tribunal dans laquelle Sycamore était choisie comme futur siège du comté de DeKalb. Même sans cette ordonnance, Colton n'aurait pas pu gagner la course puisque ses actions furent révoquées par l'Assemblée générale de l'Illinois. Après leur perte contre Sycamore, Coltonville et la ville voisine de Brush Point, aussi candidate, disparurent de la carte.